# Embotició
L'embotició és una tècnica de deformació permanent de xapes metàl·liques emmarcada dins l'aplec de processos de fabricació.

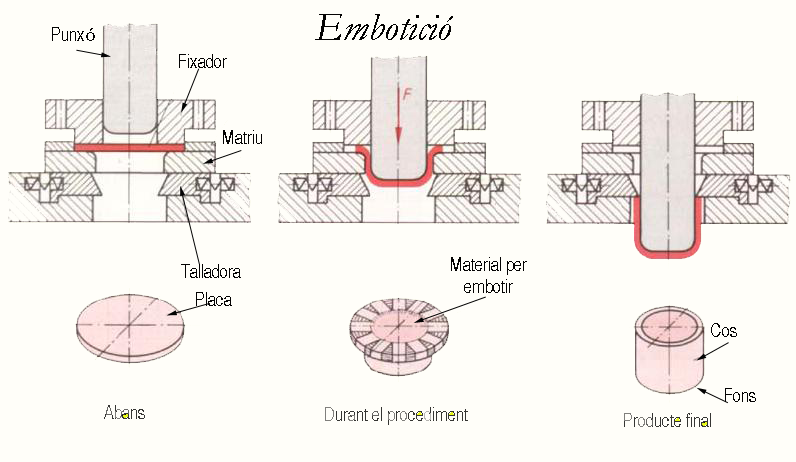
Procediment d'embotició

Es fa en premses hidràuliques o mecàniques. Com durant l'operació la circumferència de la placa embotida es deforma, per a peces de sèrie, quasi sempre cal tallar o una operació d'estampació per tal d'obtenir una circumferència regular, igual per a totes les peces.
S'hi aprofiten les qualitats plàstiques del metall o d'altres materials per a produir una deformació severa de la planxa i d'aquesta manera confeccionar o elaborar peces buides. L'aliatge i certs additius influencien la mal·leabilitat d'un metal. Així el fòsfor augmenta la qualitat de l'embotició de l'acer, però dificulta la soldadura.
El procés d'embotició més comú es realitza mitjançant la utilització d'una matriu i un punxó, accionats generalment gràcies a la força d'una premsa hidràulica o pneumàtica. L'ús de lubricants i de matrius amb contorns arrodonits permeten que la xapa no sigui tallada i que, si no n'hi, ha flueixi fins a adquirir la forma final desitjada. Segons la complexitat de la peça final, l'operació s'ha de fer en unes embuticions successives, entremig la peça està sotmesa a procediments tèrmics. Per certes peces només s'utilitza una matriu exterior i el metal és premsat a partir de l'interior per un líquid sota alta pressió.
Per tal d'obtenir cal tenir compte de diferents factors per tal de determinar el procediment industrial i el material: la forma, la mida, la temperatura, l'elasticitat del material, la profunditat, la precisió desitjada, l'espessor original i final de la xapa.
Les peces elaborades mitjançant aquesta tècnica es troben tant en l'àmbit industrial com el quotidià: peces per a vehicles, carcasses per a maquinària o utensilis de cuina en són alguns exemples.

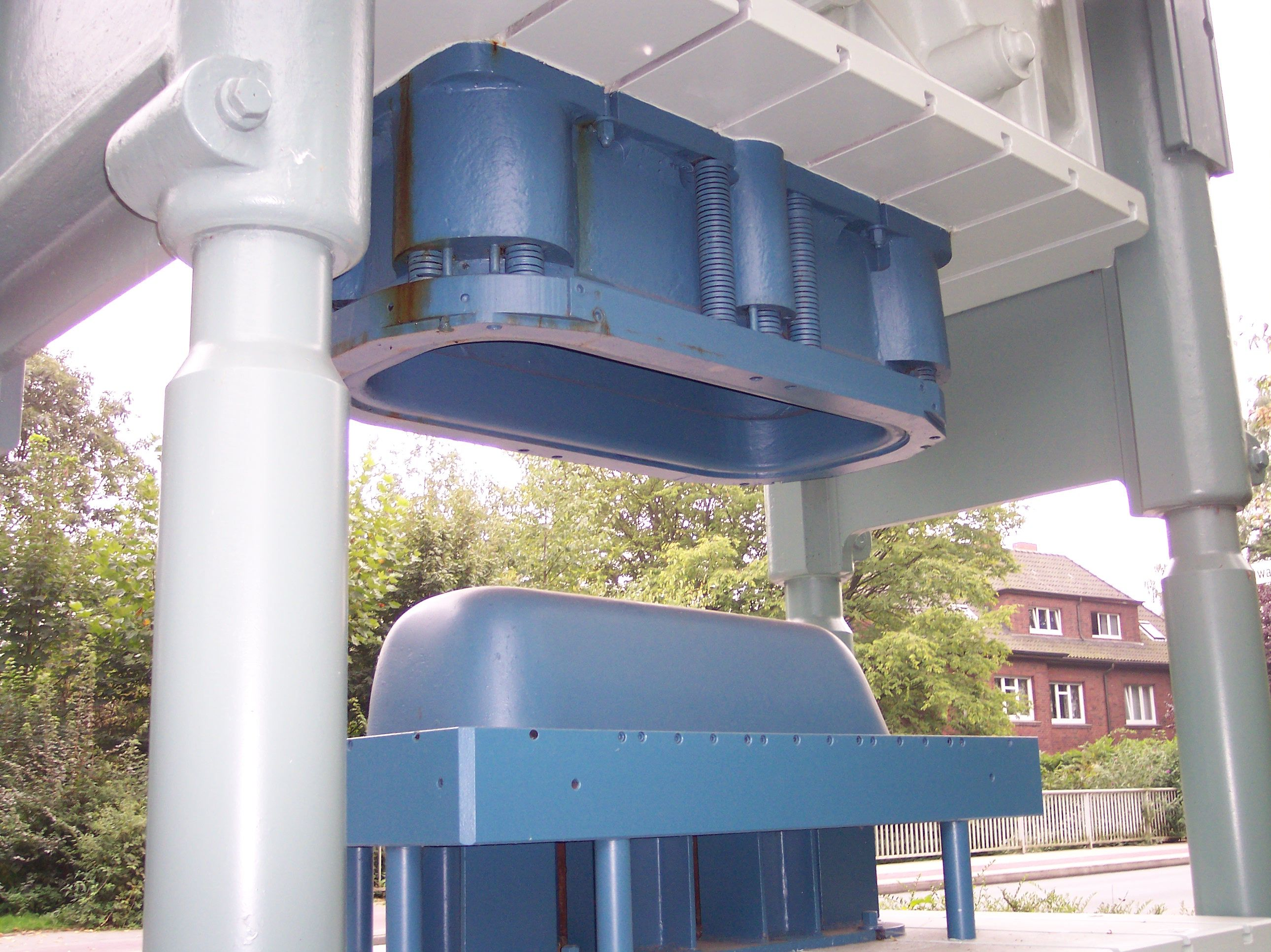
Premsa per embotir banyeres
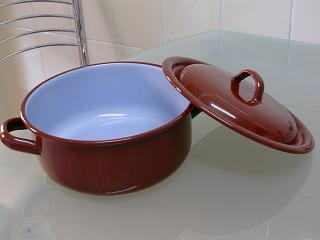
Olla elaborada per embotició.